# Омен. Первое знамение
«Омен. Первое знамение» (англ. The First Omen) — американский художественный фильм ужасов о сверхъестественном режиссёра Аркаши Стивенсон по сценарию Стивенсон, Тима Смита и Кита Томаса. Приквел к фильму «Омен» (1976). Премьера фильма состоялась 5 апреля 2024 года.

## Сюжет
Маргарет Дейно отправляют работать в церковь в Риме, в процессе работы, она раскрывает зловещий заговор церкви, направленный на рождение Антихриста.

## В ролях
| Актёр           | Роль             |
| --------------- | ---------------- |
| Нелл Тайгер Фри | Маргарет Дейно   |
| Сония Брага     | Сестра Сильвия   |
| Ральф Айнесон   | Отец Бреннан     |
| Тоуфик Бархом   | Отец Габриэль    |
| Билл Найи       | Кардинал Лоуренс |
| Мария Кабальеро | Луз Валез        |
| Николь Сорас    | Карлита Скианна  |
| Чарльз Дэнс     | Отец Харрис      |

## Производство
В апреле 2016 года стало известно, что приквел к фильму «Омен» находится в разработке, Бен Якоби написал сценарий, а Антонио Кампос ведёт переговоры о режиссуре. В мае 2022 года студия 20th Century Studios приступила к его разработке, а Аркаша Стивенсон выступит режиссёром фильма. Дэвид С. Гойер, Кит Левин и Грейси Уилан из компании Phantom Four займутся продюсированием, а Тим Смит также выступит в качестве исполнительного продюсера.
В конце августа 2022 года Нелл Тайгер Фри присоединилась к актёрскому составу фильма в неизвестной роли. 11 января 2023 года в интервью изданию The Hollywood Reporter Фри заявила, что съёмки завершены, а релиз ожидается 5 апреля 2024 года. Также в актёрский состав вошли Ральф Айнесон, Соня Брага и Билл Найи.
Фильм вышел в прокат 5 апреля 2024 года.

## Критика
На сайте-агрегаторе Rotten Tomatoes фильм имеет 81 % рейтинг «свежести» на основе 175 рецензий кинокритиков. На сайте Metacritic фильм имеет 65 баллов из 100 на основе 33 рецензий кинокритиков.